# Je cherche après Titine

Je cherche après Titine est une chanson humoristique de 1917, dont les paroles ont été écrites par Bertal-Maubon et Henri Lemonnier, et mise en musique par Léo Daniderff. 

## Présentation
Cette chanson parle de « Titine », diminutif de « Martine » ou de « Christine », que le chanteur cherche désespérément, sous peine d'être déshérité. Dans une version ultérieure de 1958 popularisée par Andrex, ce dernier vante ses « yeux en losange » et son « regard très compromettant », « son cœur frivole » et termine en disant que c'est « une chienne qui a vraiment du chien ».

## Historique
La chanson est interprétée par Gaby Montbreuse en 1917 à Paris, dans un café-concert fréquenté par des Poilus, sur des paroles du duo Bertal-Maubon et d'Henri Lemonnier, et une musique de Léo Daniderff. 
Devenue un succès, elle circule dans les tranchées lors de la Première Guerre mondiale, puis est rapportée aux États-Unis par les soldats américains de retour du conflit.
En 1926, les mêmes auteurs écrivent une suite, intitulée J’ai retrouvé Titine.

## Postérité
Je cherche après Titine a été reprise par plusieurs artistes, notamment Jacques Helian (1952), Henri Crolla, Andrex (1958), Yves Montand (1959) , Georgette Plana (1971), Colette Magny (1999).
Elle a connu une vaste et durable popularité, au point que les paroles « Je cherche après Titine » sont passées dans la phraséologie humoristique courante.
La chanson fait partie des musiques choisies par Charlie Chaplin pour son film Les Temps modernes, en 1936. Dans celui-ci, Charlot en garçon de restaurant a prévu de chanter Titine, dont sa compagne a écrit les paroles sur ses manchettes. Les perdant, il se met à improviser des paroles incompréhensibles, mélange de français et d'italien. Sa prestation est néanmoins un triomphe. Ce sont d'ailleurs les premiers mots prononcés au cinéma par le personnage imaginé par Chaplin (le reste du film ainsi que ses précédents étant muets). La chanson est connue aux États-Unis sous le titre de The Nonsense Song.
Je cherche après Titine est également reprise dans le film I Vitelloni (1953) de Federico Fellini, d'abord siffloté par le petit garçon Guido, puis sous forme orchestrale lors d'une scène de carnaval. Elle est aussi intégrée à la musique du film Les Clowns (1970) du même réalisateur. Jacques Brel, en 1964, s'en inspire pour écrire son titre Titine.
En 1967, le dessinateur Franquin détourne la chanson à son tour dans Panade à Champignac, une aventure de la série Spirou et Fantasio.
En 1983, dans son album "Chansons pour Titine", la chanteuse de blues et poétesse Colette Magny publie un medley My Man/Titine.
L’air est aussi repris dans la chanson Soledad (1989) de Mano Negra.
J-five sample la chanson pour son titre Modern Times (2004).